# Samostalna galaktika
Poljska galaktika ili samotna galaktika ili samostalna galaktika(eng. field galaxy, fra. galaxie du champ) je galaktika koja ne pripada nikojem većoj skupini ni skupu i stoga je gravitacijski sama.
Oko 80% svih galaktika smještenih unutar 5 megaparseka Kumove slame su u skupinama ili skupovima galaktika. Većina galaktika niske površinske jarkosti su poljske galaktike. Medijan Hubbleove vrste poljskih galaktika je Sb, vrsta spiralne galaktike.

## Daljnja literatura
- Piero Madau; Lucia Pozzetti; Mark Dickinson. Svibanj 1998. The Star Formation History of Field Galaxies. The Astrophysical Journal. 498 (1): 106–116. arXiv:astro-ph/9708220. Bibcode:1998ApJ...498..106M. doi:10.1086/305523[5]
- David R. Silva; Gregory D. Bothun. Srpanj 1998. The Ages of Disturbed Field Elliptical Galaxies. I. Global Properties. The Astronomical Journal. 116 (1): 85. Bibcode:1998AJ....116...85S. doi:10.1086/300394
- David R. Silva; Gregory D. Bothun. Prosinac 1998. The Ages of Disturbed Field Elliptical Galaxies. II. Central Properties. The Astronomical Journal. 116 (6): 2793. Bibcode:1998AJ....116.2793S. doi:10.1086/300642
- Pieter G. van Dokkum. 27. lipnja 2005. The Recent and Continuing Assembly of Field Ellipticals by Red Mergers. The Astronomical Journal. 130 (6): 2647–2665. arXiv:astro-ph/0506661. Bibcode:2005AJ....130.2647V. doi:10.1086/497593[4]
- Anatoly Klypin; Igor Karachentsev; Dmitry Makarov; Olga Nasonova. 18. svibnja 2014. Abundance of Field Galaxies. Monthly Notices of the Royal Astronomical Society. 454 (2): 1798–1810. arXiv:1405.4523. Bibcode:2015MNRAS.454.1798K. doi:10.1093/mnras/stv2040